# 新平旺街道
新平旺街道，是中华人民共和国山西省大同市云冈区下辖的一个乡镇级行政单位。2021年3月，以原新平旺街道的和三路、和四路、和九路、新建路、幸福楼5个社区居委会的行政区域划为和旺街道的行政区域。

## 行政区划
新平旺街道下辖荣幸街、安全路、红旗街、向阳楼4个社区居委会。